# 10638 McGlothlin
10638 McGlothlin (1998 SV54) là một tiểu hành tinh vành đai chính.